# Jacques l'Hermite
Jacques l'Hermite de jonge (Antwerpen, januari 1582 - Callao, 2 juni 1624) was een opperkoopman en Raad van Indië bij de Vereenigde Oostindische Compagnie (VOC), die vanaf 1614 samenwerkte met zijn zwager Kiliaen van Rensselaer in de handel in juwelen en edele metalen. In 1622 werd hij als admiraal van de Nassause vloot aangesteld. Hij maakte een reis om de wereld met elf zwaarbewapende schepen en 1600 man aan boord, waarvan 600 soldaten. Het doel was de verovering van een Spaanse zilvervloot, Peru, inclusief de rijke zilvermijnen van Potosi (nu Bolivia) en Portoviejo in Ecuador. L'Hermite moest zich tevreden stellen met een groep van zeven onbewoonde eilanden, de Hermite-eilanden, die naar hem is vernoemd.

## Biografie
Over zijn jeugd is weinig bekend. Hij had minstens een zuster: Constantia. Rond 1600 was zijn gelijknamige vader (1545-) actief in Rotterdam, een koopman en boekhouder van de VOC kamer te Rotterdam. Zijn vader had een groot aandeel gehad in de expeditie van Olivier van Noort. In 1601 was hij in Sevilla in Spanje.

### Malakka

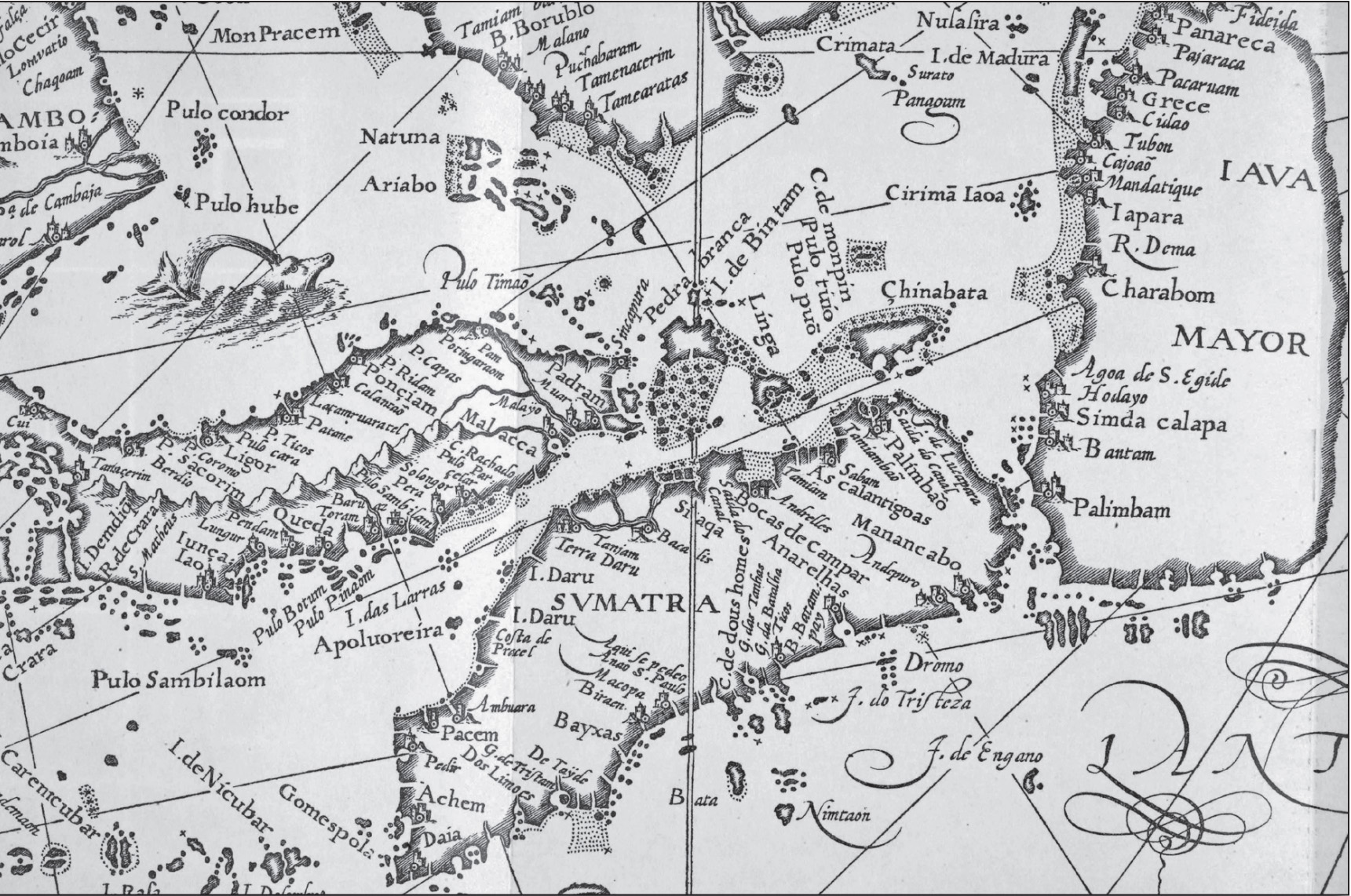
Kaart van Malakka, Sumatra en Java van Cornelis Claesz. ca. 1595.

In mei 1605 vertrok hij als secretaris van Cornelis Matelieff en van de Brede Raad van diens vloot op het vlaggenschip Oranje naar Indië. De vloot had onder meer als doel Malakka op de Portugezen te veroveren. In mei 1606 daar aangekomen werd de stad drie maanden lang belegerd, maar zonder het gewenste resultaat. In augustus verscheen een Portugese armada uit Goa en werd de Slag bij Rachado uitgevochten. Vanwege sterfgevallen werd l’Hermite op 21 juli 1606 bevorderd tot opperkoopman, en vijf dagen later overgeplaatst naar de Erasmus. ‘Twelck mij een groote innovatie maeckte, alsoo mij sulckx seer onverwacht toe quam’, schreef hij aan zijn vader. De strijd met de Portugezen eindigde onbeslist. Beide partijen verloren twee schepen. Op de Erasmus vielen weinig slachtoffers, maar L’Hermite raakte op 22 augustus lichtgewond door een musketkogel in zijn schouder, ‘welcke koegel, alsoo achter teghen het vleys van den rugge bleef liggen, uytgesneden zijnde; Godt lof daeraf genesen ben sonder eenich letsel te houden’. Matelief trok de vloot terug naar Johor om de schepen te repareren. In oktober ging hij nogmaals naar Malakka. De Portugese vloot bleek deels vertrokken te zijn naar de Molukken, maar een zevental schepen lag nog op de rede. Ze werden veroverd en in brand gestoken. In deze strijd leed de Erasmus veel verliezen. L’Hermite was getuige van de dood van de schipper Jacob Quaeckernaeck, die door een musketkogel in zijn hoofd werd getroffen.

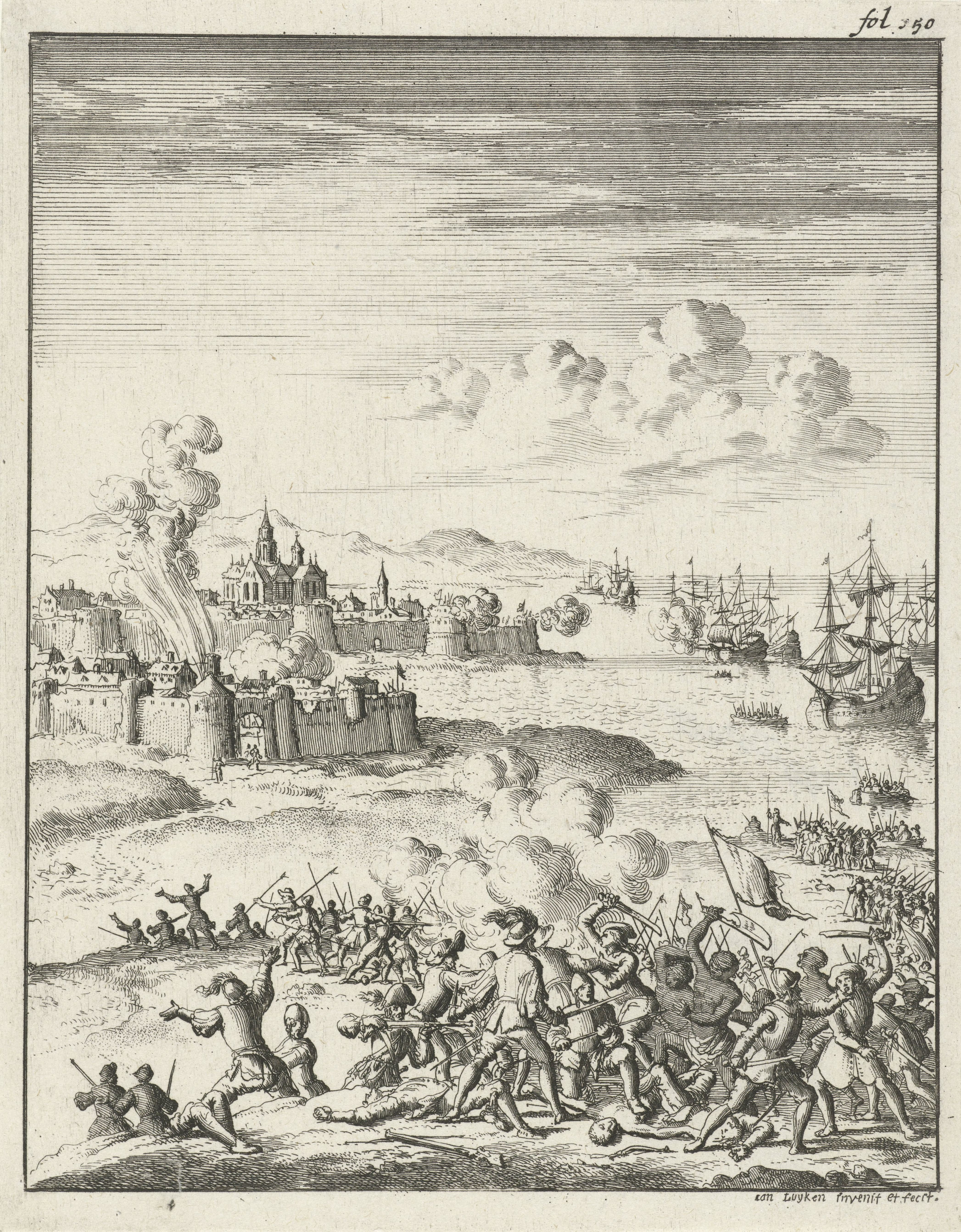
Het beleg van Malakka in 1606. Prent uit 1683.

Na een verdrag met de sultan van Johor gesloten te hebben voer de vloot van Matelieff naar Bantam en Jacatra, en van daar naar de Molukken. Toen de schepen in januari bij Pulau Pinang in de Riau-archipel lagen schreef l’Hermite over zijn belevenissen een brief aan zijn vader, die bewaard is gebleven. Ook schreef hij een rapport voor de Rotterdamse bewindhebbers, dat de basis werd voor een in 1608 in Rotterdam uitgegeven Breeder verhael ende klare beschrijvinge van ‘tghene den admirael Cornelis Matelief de Jonge in Oost-Indien voor de stadt Malacca ende in ‘t belegh derzelver wedervaren is.

### Bantam

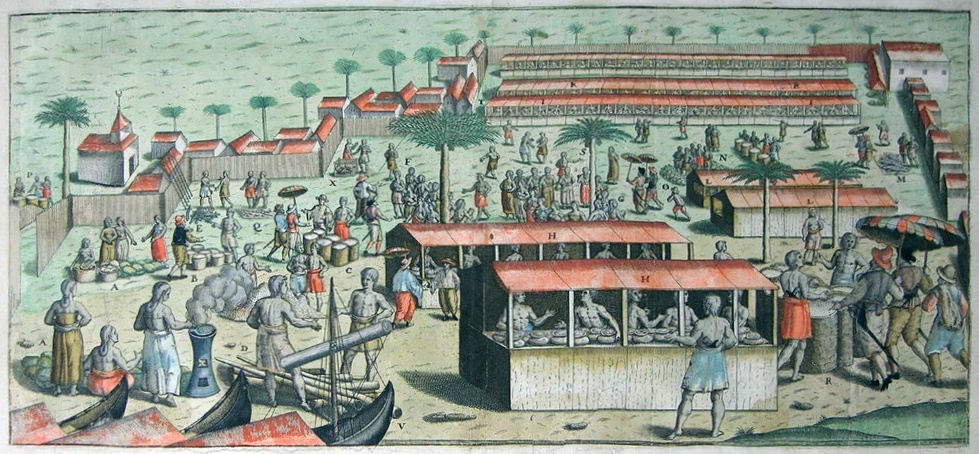
De markt van Bantam rond 1600.

Op 28 maart 1607 kwam de vloot in Ambon aan. Hier werden enkele met kruidnagels geladen schepen terug naar de Republiek gestuurd, terwijl Matelief begin mei met de overige schepen verder voer naar Ternate om de sultan van dat eiland te helpen tegen de Spanjaarden. L’Hermite ging echter niet mee. Hij werd met het jacht Medemblick terug naar Bantam gezonden om daar de vertrekkende Jan Willemsz. Verschoor op te volgen als hoofd van de factorij. Dat deed hij op 19 juni. Hij hield zich daarna bezig met de peperhandel, waarbij hij veel te stellen had met zowel de factorij van de Engelse concurrenten als met het hof van Bantam, in de persoon van de hard onderhandelende sjahbandar. In oktober 1608 werd deze vermoord door de partij van de pangerans (prinsen) die streden met de poengawas (hoge ambtenaren, gelieerd met de vorst van Jacatra) om de voogdij over de minderjarige sultan van Bantam. Te midden van deze binnenlandse strijd kwamen eerst de vloot van Paulus van Caerden en in februari 1609 de vloot van Pieter Verhoeff aan. De laatste had opdracht om voordat het Twaalfjarig Bestand in ging zoveel mogelijk Spaanse en Portugese bezittingen in Azië te veroveren. Verhoeff probeerde met de pangeran Aria Mangala een nieuw verdrag te sluiten over vrije handel en een plek om woningen en een pakhuis te bouwen in ruil voor militaire steun tegen de Portugezen, maar slaagde daar niet in. Verhoeff reisde door naar de Molukken en Banda. Toen de pangeran in 1610 ook nog eens een extra importtarief van 10% hief op de lading Coromandelse textiel van het schip de Grote Zon wendde l’Hermite zich tot de vorst van Jacatra. Met hem slaagden de onderhandelingen wel. Jacatra lag iets verder naar het oosten aan de noordkust van Java. Op 13 november 1610 verkreeg l’Hermite daar voor de Compagnie een stuk land aan de monding van de Tjiliwoeng rivier. Pieter Both zou het jaar daarop een factorij stichten, die onder het bewind van Jan Pieterszoon Coen zou worden uitgebreid en Batavia kwam te heten.
In december arriveerde in Bantam Pieter Both, de eerste gouverneur-generaal van de VOC in Azië. Hij had onder andere instructies om een Raad van Indië op te zetten. Ook l’Hermite werd daar lid van. De Raad had nog geen vaste plek, en l'Hermite bleef op Bantam toen Both met zijn vloot naar de Molukken voer. Op 11 januari 1611 kreeg hij toestemming van de Heren XVII om terug te gaan naar Nederland. Pas in september vertrok hij, samen met Frederik de Houtman, met de schepen Hollandia en Middelburg. De schepen verlieten Bantam niet gelijktijdig maar trokken vanaf Mauritius samen op. L’Hermite op de Hollandia en Houtman op de Middelburg voerden om de maand de vlag. In juli 1612 kwamen de schepen in Nederland aan, na een zware reis met veel verlies aan mensenlevens.

### Corte Remonstrantie

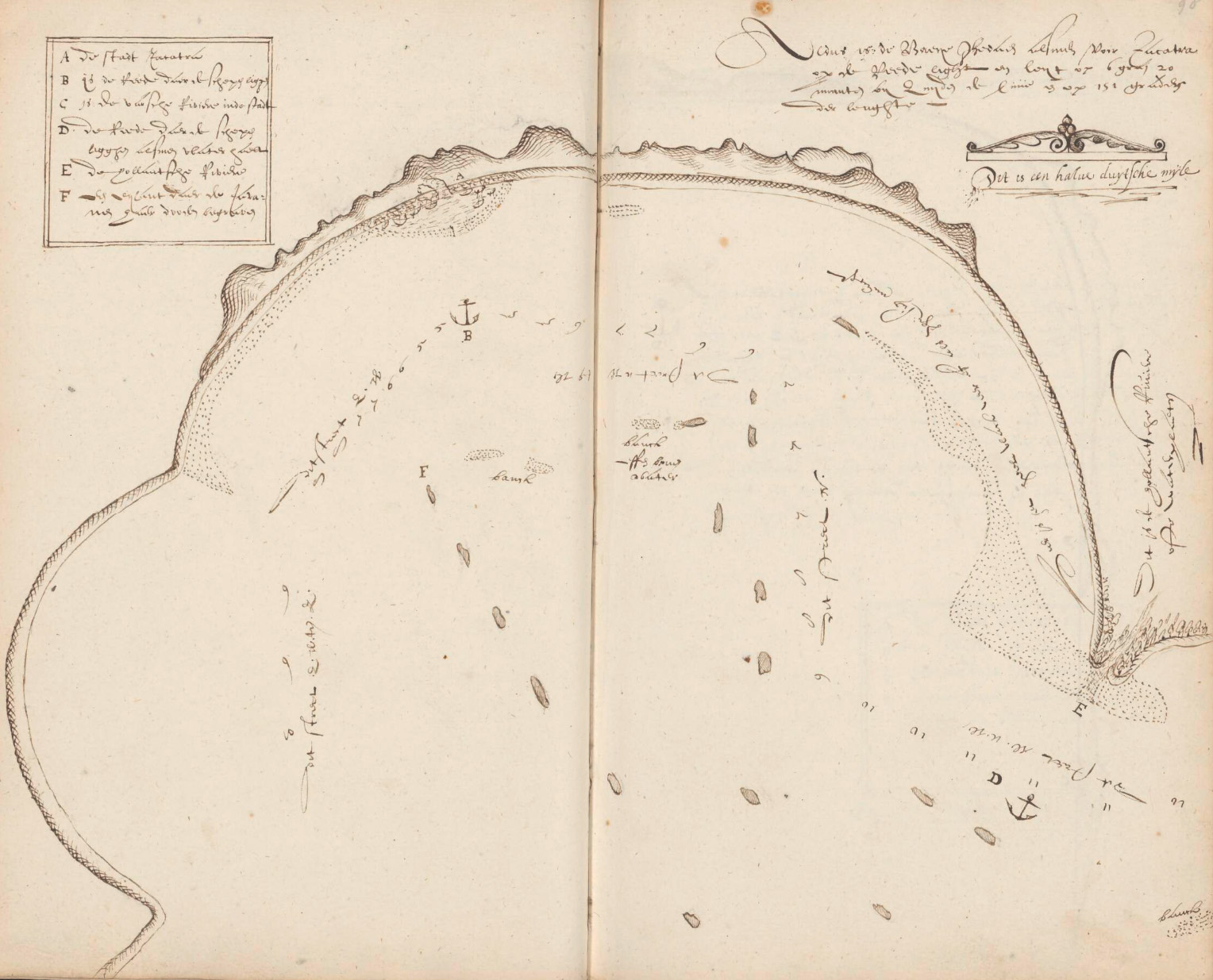
De rede van Jacatra. Kaart uit 1602.

Op de vergadering van de Heren XVII van 20 augustus overlegde l'Hermite een Corte Remonstrantie van den tegenwoordigen stant eeniger plaetsen in Indien ende wat remedien vooreerst daertoe dienen gebruyckt, over het beleid dat de VOC volgens hem zou moeten voeren. Hij adviseerde net als Cornelis Matelieff om vanwege de voortdurende onzekerheid in Bantam over de rechten van de VOC een eigen centraal rendez-vous te stichten onder leiding van de gouverneur-generaal, en om dat in de Molukken of Banda te doen. Rond Straat Malakka zou de VOC te veel betrokken raken bij het turbulente politieke machtsspel in de regio, en ook zou toestemming voor zo'n permanente vestiging moeilijk te krijgen zijn van de verschillende vorsten. Bovendien konden vanuit de Molukken de Spanjaarden en Portugezen beter bestreden worden. De dagelijkse administratie en leiding van de handel zou gedaan moeten worden door een tweede man met standplaats Jacatra. Dit advies zou leiden tot de instelling door de Heren XVII van de functie van directeur-generaal en de benoeming van Jan Pieterszoon Coen. Een andere aanbeveling was om overproductie van kruidnagels te voorkomen door het productiegebied te concentreren op één eiland en de bomen op andere eilanden te rooien. Vanwege de onbetrouwbaarheid van de Bandanezen raadde hij aan de Banda-eilanden te veroveren en er een Nederlandse republiek te stichten waarin de VOC zelf de nootmuskaatteelt ter hand zou nemen en de Bandanezen vrije burgers zouden worden.
Naar aanleiding van zijn remonstrantie werd l’Hermite de volgende dag aangesteld als adviseur ‘omme de Heeren Bewindhebberen dagelicx te dienen van advys’. Ook werd hem gevraagd om terug te keren naar Indië en zelf directeur van de handel te worden, maar hij had geen interesse, vermoedelijk omdat hij ging trouwen. Hij trouwde in 1613 in Amsterdam met Theodora van Wely, afkomstig uit Wijk bij Duurstede. Het echtpaar kreeg minstens vijf kinderen.
In augustus 1614 kregen de Heren XVII een brief van Pieter Both, waarin l’Hermite en zijn zwager, de onderkoopman Cornelis Jacobsz., beschuldigd werden van particuliere handel, wat niet toegestaan was voor medewerkers van de VOC maar in Bantam veel werd gedaan. Vermoedelijk ging het om handel in diamanten uit Soekadana in Borneo. Both schreef onder andere: ‘Ik heb van dese quant sooveel gehoort, dat ick achte nimmer voor desen eene uijt Indien is gegaen soo rijck als desen.’ Hij vroeg wel om ‘dit advijs ende andere diergelijcke secreet te houden van mij gecomen te sijn.’ De brief lijkt voor l’Hermite geen nadelige gevolgen gehad te hebben. Hij bleef de jaren daarna als koopman in Amsterdam gevestigd. In 1614 werkte hij samen met Samuel Blommaert op het gebied van verzekeringen. In 1621 was hij getuige bij het huwelijk van Jodocus Hondius II, samen met zijn zwager Kiliaen van Rensselaer. Met hem kocht hij op 7 September 1620 twee partijen diamanten uit Indië voor 30.000 carolusguldens.

### Nassause vloot

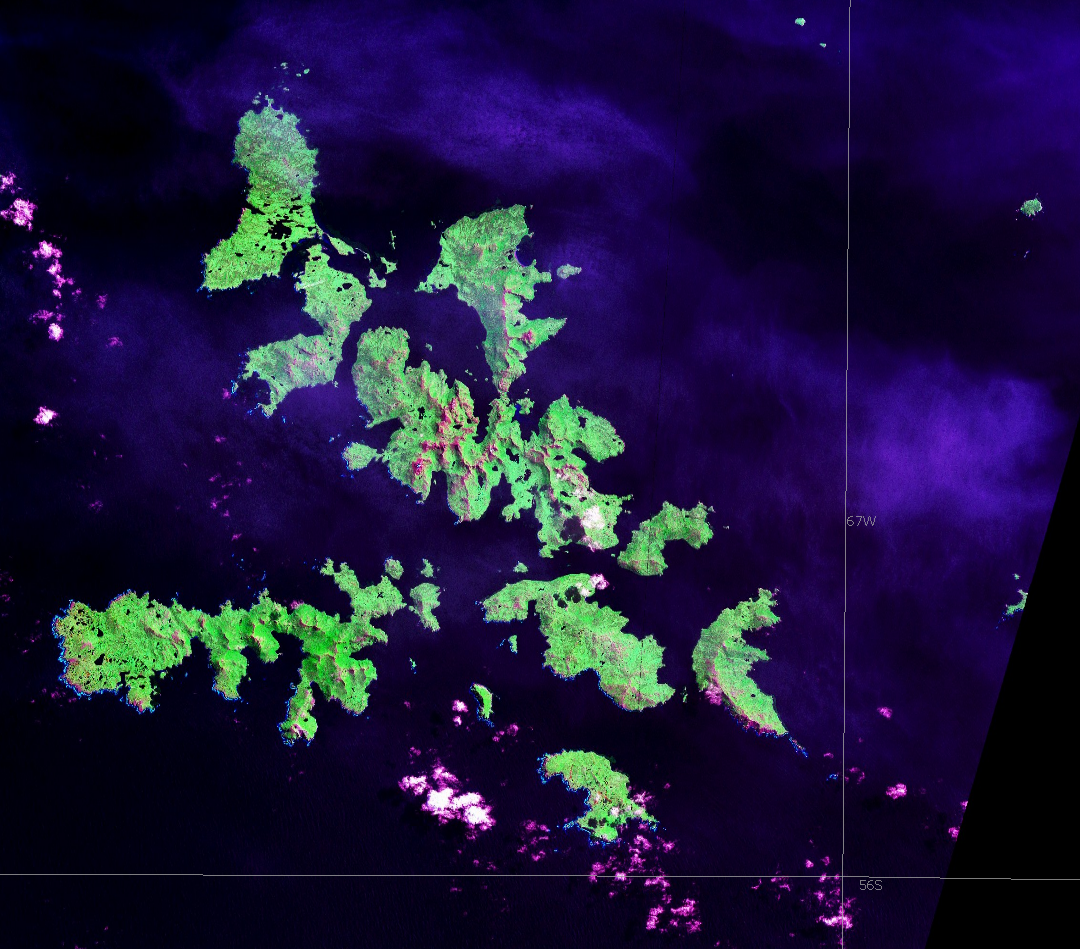
De zuidelijkste punt van Zuid-Amerika met de Hermite eilandengroep

De Nassause vloot was een joint venture van de Staten-Generaal en de VOC. Het was de vijfde vloot die om Vuurland zou varen. Er waren in het jaar van voorbereiding veel problemen met de Admiraliteit rond de financiering, en de aanschaf van kanonnen, kruit en levensmiddelen. De VOC zag in 1622 niet veel brood in de onderneming  en er is geprobeerd de WIC bij de Nassause vloot te betrekken. De schepen en de bemanning lagen in oktober 1622 al gereed, maar vanwege het slechte weer is niet uitgevaren. In november is het personeel met een maand gage naar huis gestuurd. Op 18 april kreeg l'Hermite een geheime instructie overhandigd. 

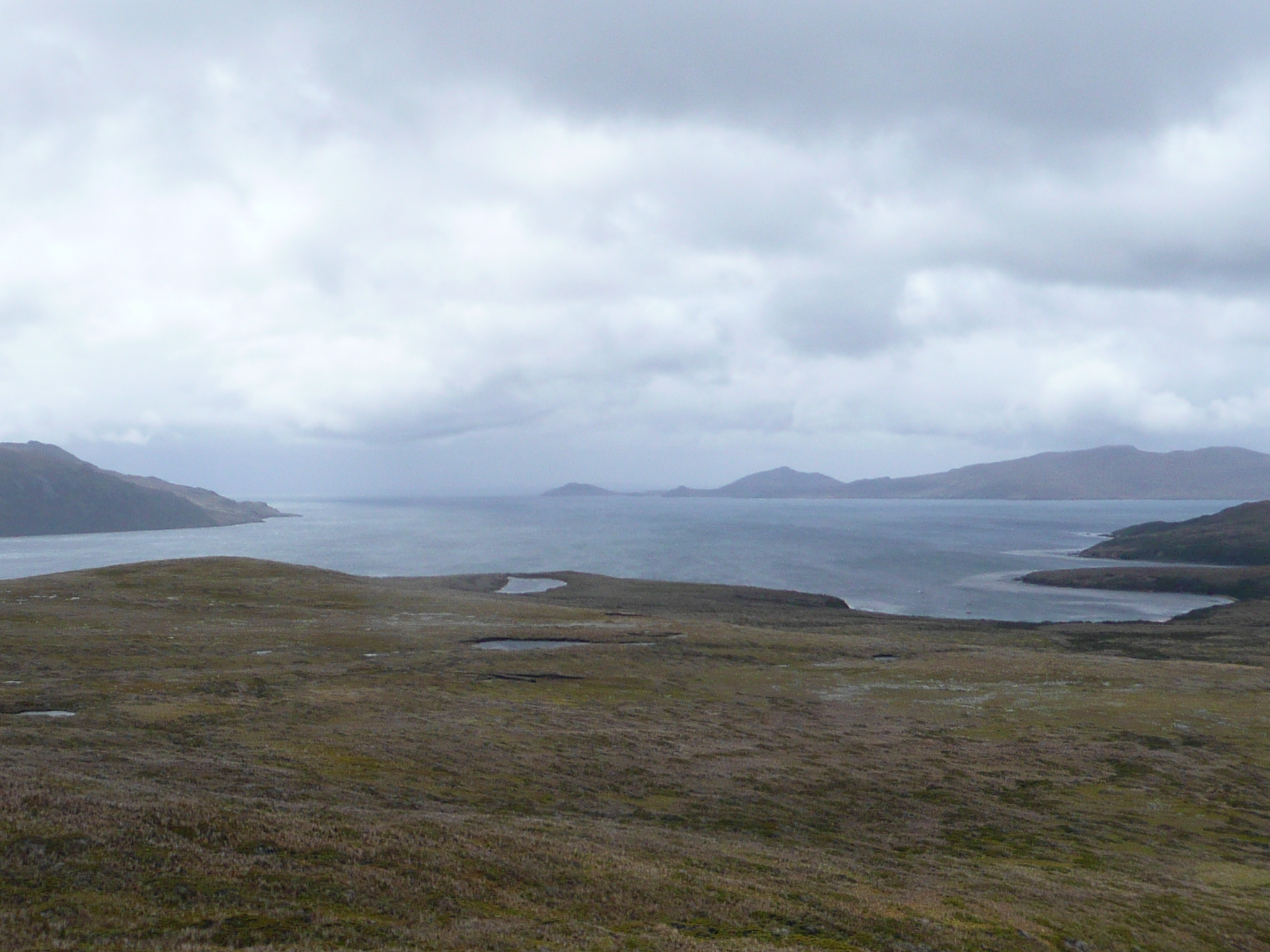
De kust van de Hermite eilanden

Eind april 1623 vertrokken de schepen Oranje, Haas, (Wapen van) Amsterdam, Arend, Koning David, Delft, Eendracht, Griffioen, Windhond, Hollandia, Hoop en Mauritius vanuit Goeree. Viceadmiraal was Gheen Huygen Schapenham, schout-bij-nacht was Jan Willemsz. Verschoor, l'Hermite's voorganger als hoofd in Bantam, en zijn zwager Cornelis Jacobsz. voer als 'Raedt van den Admirael' op de Hollandia. De opvarenden hadden aanvankelijk geen idee waar de reis naar toeging. Er was sprake van een dienstverband van zes maanden. Tussen 11 augustus en 4 september stierven er 42 opvarenden vanwege het slechte drinkwater dat men op het eiland São Vicente (Kaapverdië) had ingenomen. In februari 1624 voeren zij door de Straat Le Maire. Naar L'Hermite werd een groepje eilanden en naar zijn viceadmiraal Schapenham en twee schepen zijn een baai genoemd. Acht man verdronken tijdens een storm, zes man werden opgepikt nadat ze anderhalf uur hadden rondgezwommen. Er vonden ontmoetingen plaats met de plaatselijke indianen, de Yahgan, waarbij 17 opvarenden werden gevangengenomen en gedood.

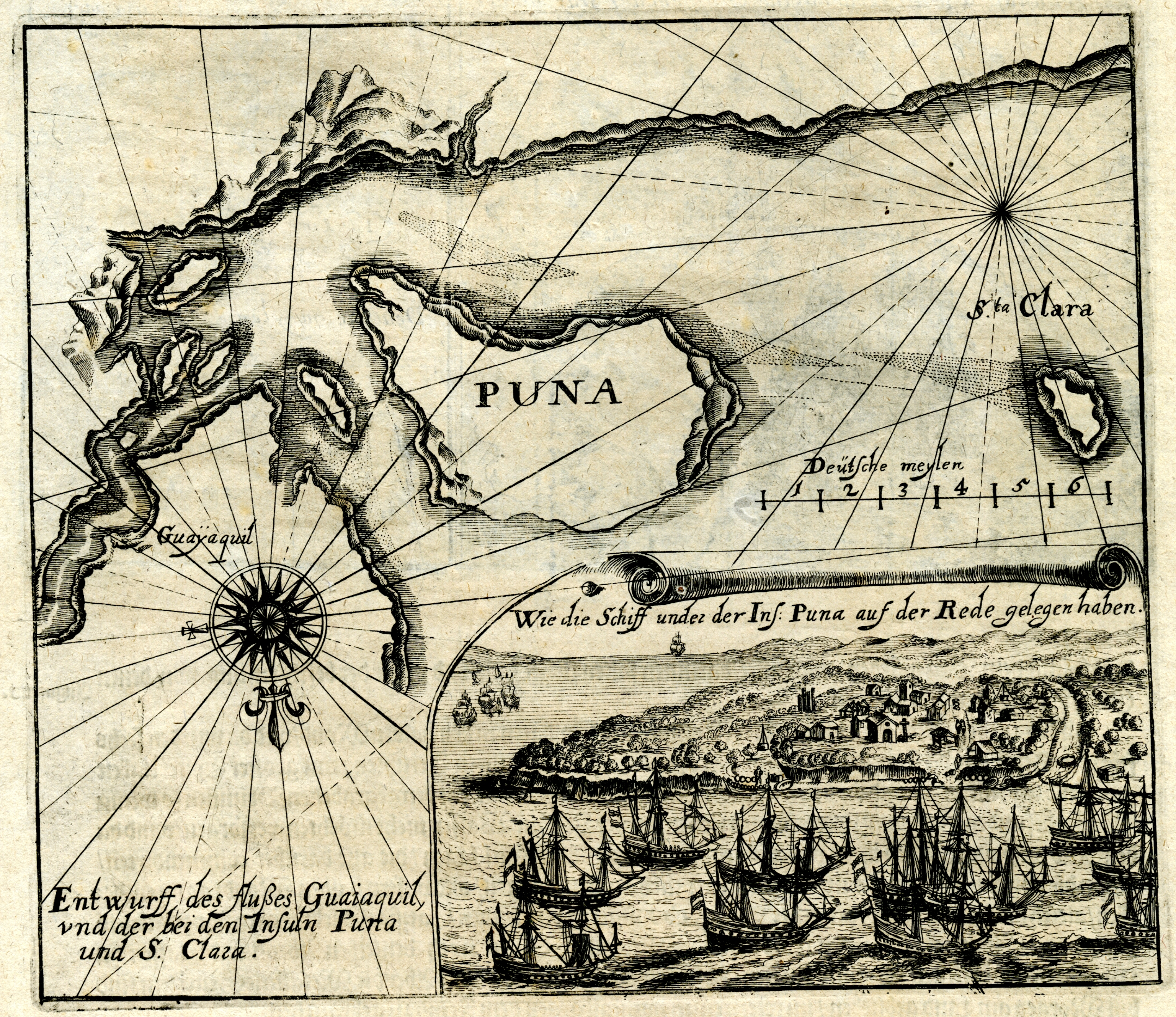
De belegering van het eiland Puna door een vloot onder admiraal Jacques L'Hermite, naar een prent uit 1630.

Vijf matrozen van de Hollandia werden tot de strop veroordeeld nadat ze waren betrapt bij het openbreken van het ruim. Ze kregen enkele dagen later gratie van de admiraal. Een groepje van twaalf man had geen zin langer te dienen onder Schapenham of de jongste onderofficier Witte de With die de discipline zo streng handhaafden dat ze zijn achtergebleven op Juan Fernández, een onbewoond eiland voor de visrijke kust van Chili. 7 mei kwam de Nassause vloot aan bij Callao. De Spaanse onderkoning was al geruime tijd op de hoogte en de zilvervloot bleek op vrijdag 3 mei te zijn vertrokken richting Panama. l'Hermite besloot niet de zwaarbeladen zilvervloot te achtervolgen, maar over te gaan tot een aanval op de schepen in de baai en het fort van Callao. (Ondertussen en bijna gelijktijdig was Jacob Willekens met een vloot van 26 schepen in de Allerheiligenbaai op de kust van Brazilië geland.)

### Callao
Op het hoogtepunt van het Onderkoninkrijk Peru werden bijna alle producten uit Peru, Bolivia en Argentinië over de Andes naar Callao vervoerd, om van daar te worden verscheept naar Panama. L'Hermite gaf de opdracht tot het veroveren van de stad Callao, die zwak werd verdedigd. De soldaten probeerden aan land te gaan, maar de poging mislukte. De Spanjaarden sleepten kanonnen naar de kust en ook een tweede aanvalspoging de volgende dag bleek niet succesvol. De burgerij kwam in het geweer en het aantal verdedigers verdubbelde. De scheepsraad besloot tot een blokkade van Callao en hoopt dat er door de schaarste in de stad Lima een opstand zou uitbreken onder de 10.000 slaven. Er zouden ca. 15-30 schepen in brand zijn geschoten en twee of twaalf schepen buitgemaakt met appels en druiven en 2.600 flessen wijn of pisco (drank).

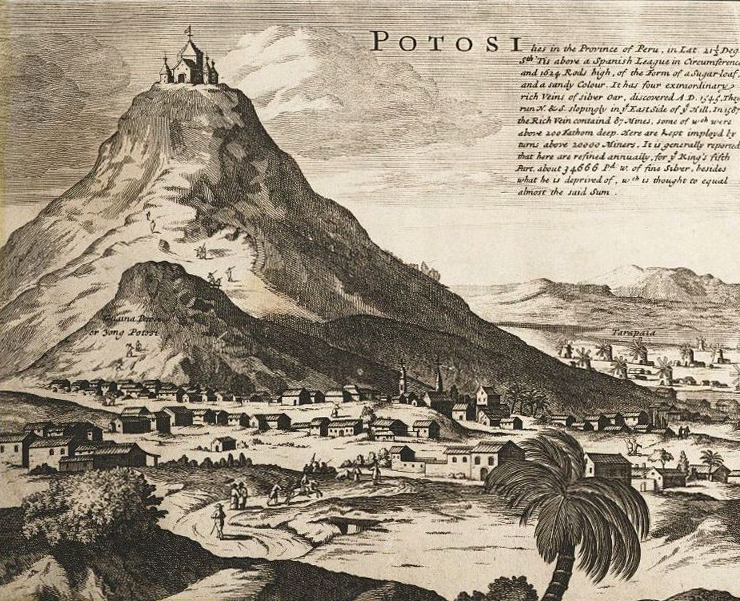
De hoogste stad ter wereld Potosi, vanwege haar mijnbouwgeschiedenis en rijkdom aan cultuurmonumenten nu op de lijst van Werelderfgoed

Vanwege de aflandige wind zocht men dekking op het eiland Isla San Lorenzo waar geen zoet water aanwezig is. De scheepsraad kreeg te maken met een opstandige bemanning en de moraal zakte tot een dieptepunt, in het voordeel van de Spanjaarden die zich inmiddels hadden versterkt.

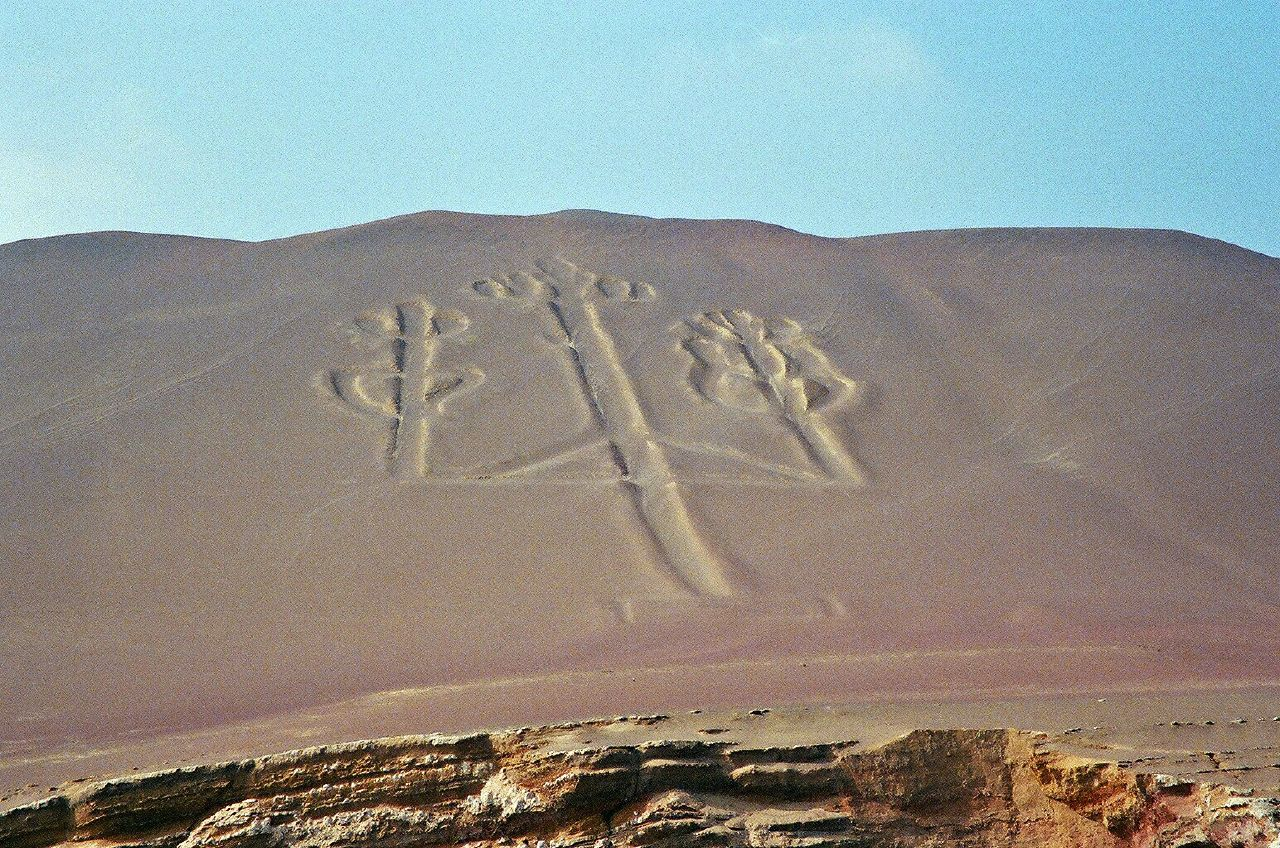
Nazcalijnen?

Vier schepen onder bevel van Cornelis Jacobsz. zeilden ondertussen zuidwaarts om de kustplaatsen Pisco, Arica en Nazca te overvallen. Een week later vertrokken er twee schepen voor een aanval op Guayaquil. De aanval in het zuiden mislukte, maar die op de scheepswerf van Guyaquil door Verschoor slaagde.
Op 2 juni stierf l'Hermite aan dysenterie, na al in september in Sierra Leone ziek te zijn geworden. Hij werd begraven op het grootste eiland voor de kust van Peru. Op het eiland werden in totaal 70 man begraven.
Op 14 augustus vertrokken de schepen na een beleg van bijna honderd dagen via Acapulco naar de Molukken, nadat opnieuw was geprobeerd Pisco te veroveren. Schapenham was tot admiraal benoemd, oudgediende Jan Willemsz. Verschoor tot viceadmiraal en Cornelis Jacobsz. tot schout-bij-nacht. Ze arriveerden op 2 april 1625 met twee buitgemaakte schepen voor Ambon. De 900 soldaten van de Nassause vloot hielpen Herman van Speult met een legertje van 2000 man in mei en juni bij de verwoesting van illegale plantages op de westkust van Ceram, waarbij 150 boten zijn verwoest en 65000 kruidnagelbomen zijn gekapt of van hun schors ontdaan. Er vielen 90 doden en 130 gewonden aan de Nederlandse kant. In oktober 1625 werd Batavia aangedaan. In juli 1626 arriveerden de schepen, inmiddels onder bevel van Witte de With, bij Texel.
l'Hermite's weduwe, woonachtig naast haar zuster op de Keizersgracht, kreeg in 1627 na herhaalde verzoeken 1.000 gulden uitgekeerd. Zij hertrouwde een burgemeester van Amersfoort.

## Het reisverslag
- Journael gedaen houdende  bij den capiteijn joncheer Willem van Bredenroode van de voijagie gedaen van den admirael Jaques l’Hermite, uijtgeseijlt uijt het Goereesche Gadt int jaer anno 1623 den 29en april. In:  Anne Doedens en Henk Looijestein eds. , Op jacht naar Spaans zilder (Hilversum 2008) 99-425,
- Verhael Van 't ghene Den Admirael l'Hermyte in syne reyse naer de Custen van Peru verricht ... heeft.
- Waerachtigh Verhael Van het succes van de Vlote onder den Admirael Iaques L'Hermite ....
- Journael van de Nassausche vloot, ofte beschrijvingh van de voyagie om den gantschen aert-kloot, gedaen met elf schepen: onder 't beleydt van den admirael Jacques l' Heremite ende vice-admirael Gheen Huygen Schapenham, inde iaren 1623. 1624. 1625. en 1626. Noch is hier by gevoegt een beschrijvinge vande regeeringe van Peru door Pedro de Madriga, geboren tot Lima. Als mede een verhael van Pedro Fernandez de Quir aengaende de ontdeckinge van 't onbekent Australia, sijn grooten rijckdom en de vruchtbaerheyt. Oock mede eenige discoursen de Oost-Indische vaert en de coopmanschap betreffende. Het reisverslag is mogelijk geschreven door de wiskundige Johannes van Walbeeck en gepubliceerd door Hessel Gerritsz.
- Adolf Decker Diurnal der Nassawischen Flotta oder Tagregister und historisch ordentliche Beschreibung einer gewaltigen mäichtigen Schiffahrt umb die gantze Erdkugel rund umher in den Jahren 1623, 1624, 1625, 1626 und 1627, verrichtet. Straatsburg 1629.

## Tekenfilm
Deze obscure periode uit de 17e eeuw haalde het filmdoek. In 2005 is in Peru een tekenfilm Piratas en el Callao uitgebracht, gebaseerd op de belevenissen van twee Peruaanse jongetjes die de Hollandse piraten bestrijden.